# Hydropsyche alhedra
Hydropsyche alhedra là một loài Trichoptera trong họ Hydropsychidae. Chúng phân bố ở miền Tân bắc.